# Ủy ban Dân nguyện và Giám sát của Quốc hội (Việt Nam)
Ủy ban Dân nguyện và Giám sát của Quốc hội là một trong những ủy ban của Quốc hội Việt Nam, phụ trách các vấn đề về  hoạt động dân nguyện và giám sát. Ủy ban này trước đây vốn là Ban Dân nguyện, một cơ quan chuyên môn trực thuộc Ủy ban thường vụ Quốc hội được thành lập theo Nghị quyết số 370/2003/NQ-UBTVQH11 ngày 17/3/2003. Sau đợt kiện toàn bộ máy chính trị tại Kỳ họp bất thường thứ 9 của Quốc hội khóa 15, cơ quan này đã được nâng lên thành Ủy ban Dân nguyện và Giám sát trực thuộc Quốc hội.
Trải qua 20 năm hoạt động, công tác dân nguyện đã từng bước đi vào nề nếp, được đổi mới, tăng cường và đạt được những kết quả tích cực. Từ chỗ được giao thực hiện 6 nhóm nhiệm vụ theo Nghị quyết số 370, đến nay Ban Dân nguyện đã được tăng cường thành 9 nhóm nhiệm vụ, trong đó tập trung vào các nhóm nhiệm vụ như: là cơ quan thường trực tiếp công dân của Quốc hội, các cơ quan của Quốc hội; làm đầu mối tiếp nhận, xử lý đơn thư khiếu nại, tố cáo, kiến nghị, phản ánh của công dân; thực hiện việc tiếp nhận, xử lý kiến nghị của cử tri; tham mưu giúp Ủy ban thường vụ quốc hội giám sát công tác tiếp công dân, giải quyết đơn thư khiếu nại tố cáo…
Thông qua việc thực hiện công tác dân nguyện, nhiều vấn đề đã được nghiên cứu, đề xuất với Quốc hội, Ủy ban Thường vụ Quốc hội xem xét, kiến nghị các cơ quan nhà nước có thẩm quyền tiếp thu để hoàn thiện chính sách, pháp luật của Đảng và Nhà nước, bảo đảm quyền, lợi ích hợp pháp, chính đáng của người dân, cơ quan, tổ chức, doanh nghiệp, qua đó góp phần khẳng định vị trí, vai trò, uy tín của Quốc hội, cùng các cơ quan của Quốc hội tạo được sự gần gũi, yêu mến và tin tưởng của cử tri và Nhân dân cả nước.
Công tác dân nguyện đã góp phần củng cố, tăng cường niềm tin của cử tri và Nhân dân với Đảng và Nhà nước; là “đầu mối”, đồng thời là một “kênh” quan trọng để cử tri cả nước gửi gắm nguyện vọng đến Quốc hội, Chính phủ, cơ quan tư pháp; là “cầu nối” để xây dựng mối quan hệ tốt đẹp giữa Quốc hội với cử tri và Nhân dân, thực hiện tốt phương châm Đảng lãnh đạo – Nhà nước quản lý – Nhân dân làm chủ.
Trong đợt cải cách hành chính Việt Nam 2024–2025, Ban Dân nguyện đã được đồng ý đổi tên và nâng cấp trở thành Ủy ban Dân nguyện và Giám sát của Quốc hội.

## Nhiệm vụ và quyền hạn
Căn cứ Điều 12 Nghị quyết số 71/2025/UBTVQH15 ngày 18 tháng 2 năm 2025 của Uỷ ban Thường vụ Quốc hội về nhiệm vụ, quyền hạn cụ thể và cơ cấu tổ chức của Hội đồng Dân tộc, các Ủy ban của Quốc hội:
1. Thẩm tra dự án luật, pháp lệnh, nghị quyết của Quốc hội, Ủy ban Thường vụ Quốc hội về bầu cử đại biểu Quốc hội, đại biểu Hội đồng nhân dân, về lấy phiếu tín nhiệm, bỏ phiếu tín nhiệm đối với người giữ chức vụ do Quốc hội, Hội đồng nhân dân bầu, phê chuẩn và các dự án khác do Quốc hội, Ủy ban Thường vụ Quốc hội giao.
2. Thẩm tra các tờ trình, đề án, dự án về cơ cấu, số lượng thành viên Chính phủ; việc giải tán Hội đồng nhân dân cấp tỉnh; về số lượng biên chế, chế độ, chính sách đối với đội ngũ cán bộ, công chức, viên chức thuộc thẩm quyền quyết định của Ủy ban Thường vụ Quốc hội và các báo cáo, dự án, đề án khác thuộc lĩnh vực phụ trách hoặc do Quốc hội, Ủy ban Thường vụ Quốc hội giao.
3. Giám sát việc thi hành Hiến pháp, luật, nghị quyết của Quốc hội, pháp lệnh, nghị quyết của Ủy ban Thường vụ Quốc hội; giám sát hoạt động của Chính phủ, các Bộ, cơ quan ngang Bộ trong lĩnh vực Ủy ban phụ trách.
4. Giám sát văn bản quy phạm pháp luật của Chính phủ, Thủ tướng Chính phủ, Bộ trưởng, Thủ trưởng cơ quan ngang Bộ thuộc lĩnh vực Ủy ban phụ trách.
5. Kiến nghị các vấn đề liên quan đến công tác tổ chức bầu cử; về công tác cán bộ; về tổ chức và hoạt động của các cơ quan của Quốc hội, các Đoàn đại biểu Quốc hội và đại biểu Quốc hội; chế độ, chính sách và các điều kiện bảo đảm khác đối với đại biểu Quốc hội, đại biểu Hội đồng nhân dân và các vấn đề khác thuộc lĩnh vực Ủy ban phụ trách.
6. Trình dự án luật, nghị quyết trước Quốc hội, dự án pháp lệnh, nghị quyết trước Ủy ban Thường vụ Quốc hội về lĩnh vực Ủy ban phụ trách.
7. Thực hiện các nhiệm vụ khác theo phân công của Quốc hội, Ủy ban Thường vụ Quốc hội.

## Danh sách Ủy viên

### Khóa XV
- Chủ nhiệm:
  - Dương Thanh Bình, Uỷ viên Uỷ ban Thường vụ Quốc hội
- Phó Chủ nhiệm:[4]
  - Lê Thị Nga - Phó Chủ nhiệm thường trực
  - Trần Thị Nhị Hà
  - Lò Việt Phương
  - Hoàng Anh Công

### Khóa XIV
- Trưởng ban: 
  - Dương Thanh Bình (từ 6/2020), Uỷ viên Uỷ ban Thường vụ Quốc hội
  - Nguyễn Thanh Hải (đến 6/2020), Uỷ viên Uỷ ban Thường vụ Quốc hội
- Phó Trưởng ban:
  - Lưu Bình Nhưỡng, Đại biểu Quốc hội khóa 14 tỉnh Bến Tre
  - Đỗ Văn Đương
  - Hoàng Anh Công (từ 2/2020)[5][6]
  - Nguyễn Kim Hồng (đến 9/2019)

### Khóa XIII
- Trưởng ban:
  - Nguyễn Đức Hiền, Uỷ viên Uỷ ban Thường vụ Quốc hội
- Phó Trưởng ban:
  - Hà Công Long, Ủy viên Ủy ban Tư pháp của Quốc hội
  - Trần Văn Minh, Ủy viên Uỷ ban Khoa học, Công nghệ và Môi trường của Quốc hội
  - Nguyễn Thanh Sơn
  - Bùi Nguyên Súy